# Manassès de Montdidier
Manassès de Montdidier, mort le 11 juin 993, est un prélat français de la fin du Xe siècle qui fut évêque de Troyes de 985 jusqu'à sa mort. Il est le fils d'Helpuin de Montdidier, frère d'Hilduin Ier, comte de Montdidier, et de son épouse Hersende d'Arcis. 

## Biographie
Il aurait été placé très jeune par sa mère auprès de l'évêque de Troyes afin de parfaire son éducation. Ainsi, lorsque son temps fut venu, il est élu à l’unanimité pour succéder à Milon sur le siège épiscopale de Troyes en 985.
Il s'attèle alors de guérir les ravages réalisés par les normands, et s'entoure pour cela d'un conseil composé d'Adson, abbé de Montier-en-Der, Hadric, trésorier de son église, et saint Adérald, chanoine qu’il fait son archidiacre. Ce projet nécessitait de grandes quantité d'argent, oblige les chanoines à exercer des métiers pour obtenir des ressources. Mais Adérald, qui était riche, se dépouille d'une partie de son patrimoine en faveur de l’Église.
De plus, en reconnaissance de l'aide apportée par Adson, Manassès accorde à l'abbaye de Montier-en-Der les cures de Lassicourt, de Dodinicourt et de Requinicourt.
Selon certaines sources, il passe pour être le fondateur du prieuré d'Arcis, ville où il est probablement né, placé sous le vocable de Notre Dame.
En 992, son frère Hilduin II ayant commis de terribles méfaits contre l’Église, Manassès et Adson parviennent à le persuader d'accompagner ce dernier en pèlerinage en Terre sainte, mais tous deux périssent pendant le voyage.
Il meurt le 11 juin 993 et laisse le souvenir d'un homme très saint,.